# Papirus 50
Papirus 50 (według numeracji Gregory-Aland), oznaczany symbolem {\displaystyle {\mathfrak {P}}^{50}} – grecki rękopis Nowego Testamentu, spisany w formie kodeksu na papirusie. Paleograficznie datowany jest na III lub IV wiek. Zawiera fragmenty Dziejów Apostolskich, tekst był dwukrotnie publikowany. Rękopis jest wykorzystywany w krytycznych wydaniach greckiego Nowego Testamentu.

## Opis
Zachowały się fragmenty kodeksu z tekstem Dziejów Apostolskich 8,26–32; 10,26–31. Tekst pisany jest w 21–22 linijkach na stronę. Zachowała się jednak karta, zgięta wpół.
Nomina sacra pisane są skrótami (ΙΛΗΜ, ΠΝΑ, ΑΝΟΣ, ΑΝΟΝ, ΘΣ, ΘΥ, ΚΥ).
Według Alanda jest jednym z sześciu wczesnych rękopisów Dziejów Apostolskich (m.in. Papirus 48, Papirus 53). Od tego czasu odkryty został jeden wczesny rękopis Dziejów Apostolskich – papirus 127.

## Tekst
Hatch i Welles określili tekst kodeksu jako typ aleksandryjski. Kurt Aland opisał go jako co najmniej „normal text” i zaklasyfikował do kategorii III. Jakkolwiek w niektórych miejscach tekst rękopisu jest trudny do odtworzenia, zasadniczo jest zgodny z Kodeksem Synajskim i Watykańskim.

## Historia

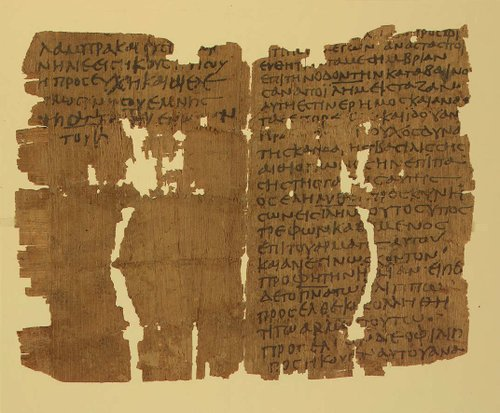
Papirus 50; Dz 10,26–31

Nieznane jest miejsce, w którym odkryty został rękopis. Nabyto go wraz z innymi rękopisami w lutym 1933 w Kairze dla Uniwersytetu Yale. Tekst rękopisu opublikowany został w 1937 roku, przez Carla H. Kraeling, następnie przez Comforta. Kurt Aland umieścił go na liście rękopisów Nowego Testamentu, w grupie papirusów, dając mu numer 50.
Philip Comfort datuje go na koniec III lub początek IV wieku. Rękopis datowany jest przez Instytut Badań Tekstu Nowego Testamentu na IV lub V wiek.
Obecnie przechowywany jest na Uniwersytecie Yale (P. Yale 1543) w New Haven.